# 20284 Andreilevin
20284 Andreilevin è un asteroide della fascia principale. Scoperto nel 1998, presenta un'orbita caratterizzata da un semiasse maggiore pari a 2,2319740 UA e da un'eccentricità di 0,1580118, inclinata di 0,23710° rispetto all'eclittica.